# Passeromyia steini
Passeromyia steini är en tvåvingeart som beskrevs av Adrian C. Pont 1970. Passeromyia steini ingår i släktet Passeromyia och familjen husflugor. Inga underarter finns listade i Catalogue of Life.